# Novakiella trituberculosa
Novakiella trituberculosa là một loài nhện trong họ Araneidae.
Loài này thuộc chi Novakiella. Novakiella trituberculosa được Carl Friedrich Roewer miêu tả năm 1942.